# إيفان سيميونوف
إيفان سيميونوف هو لاعب كرة قدم روسي في مركز الوسط، ولد في 9 يوليو 1988 في كامينسك-شاختينسكي في روسيا. لعب مع نادي أوفا.

## وصلات خارجية
- إيفان سيميونوف على موقع قاعدة بيانات كرة القدم.إي يو (الإنجليزية)
- إيفان سيميونوف على موقع Soccerway.com (الإنجليزية)